# Bruno Schaumburg
Bruno Paul Schaumburg (ps. Paul Burg, ur. 12 grudnia 1884 w Hedersleben, zm. 12 grudnia 1948 w Wedderstedt) – niemiecki pisarz i publicysta.
Studiował prawo na Uniwersytecie w Halle. Po studiach (od 1905) podjął pracę redaktora w różnych czasopismach: w 1906 w Hallesche Algemeine Zeitung, w 1908 w Saale-Zeitung (Halle), w 1910 w Leipziger Tageblatt. W 1909 był wydawcą czasopisma Luginsland. Po 1910 został archiwistą miejskim w Magdeburgu. Tworzył w nurcie Ostmarkenliteratur, był też sympatykiem nazizmu. 
Napisał m.in.:
- Da ist die Heimat!, 1907, powieść,
- Die vom roten Haus, 1909, powieść,
- Das Lied der Eisenbahn, 1910, powieść,
- Dornburger Idylle, 1910,
- Die Quedlinburger Äbtissinnen, 1914,
- Die Geschichten der Lena Kalinska, 1915, powieść w duchu Ostmarkenliteratur,
- Die Sendung der Gräfin Maria Barbara, 1916, powieść,
- Krone in Gottes Hand, 1943, powieść[1].